# Bękarty z południa
Bękarty z południa (ang. Southern Bastards) – amerykańska seria komiksowa autorstwa Jasona Aarona (scenariusz) i Jasona Latoura (rysunki), ukazująca się jako miesięcznik od kwietnia 2014 roku nakładem Image Comics. Po polsku publikuje ją Mucha Comics od 2015 roku w tomach zbiorczych.

## Fabuła
Po 40 latach nieobecności Earl Tubb wraca do Alabamy, aby dopilnować sprzedaży rodzinnego domu. Odkrywa, że w jego miasteczku rządy sprawuje gang Eulessa Bossa, trenera drużyny futbolowej. Bez wsparcia policji Tubb wydaje wojnę przestępcy.

## Tomy zbiorcze
| Tom | Tytuł polski i rok wydania        | Tytuł oryginalny i rok wydania | Zawartość tomu zbiorczego |
| --- | --------------------------------- | ------------------------------ | ------------------------- |
| 1   | Był to facet, co się zowie (2015) | Here Was a Man (2014)          | Southern Bastards #1–4    |
| 2   | Na boisku (2016)                  | Gridiron (2015)                | Southern Bastards #5–8    |
| 3   | Powrót do domu (2017)             | Homecoming (2016)              | Southern Bastards #9–14   |
| 4   | Motywacja (2018)                  | Gut Check (2018)               | Southern Bastards #15–20  |

## Nagrody
W 2016 roku Bękarty z południa zostały nagrodzone komiksową Nagrodą Eisnera w kategoriach "najlepsza seria trwająca" i "najlepszy scenarzysta" (dla Jasona Aarona).